# Купянск-Узловой (станция)
Ку́пянск-Узлово́й (укр. Куп'янськ-Вузловий) — узловая участковая железнодорожная станция Купянской дирекции железнодорожных перевозок Южной железной дороги.
Находится в одноимённом населённом пункте на месте схода пяти линий, отнесена к трём участкам. Путевое развитие как в чётную, так и в нечётную сторону. Функционируют два парка путей, стрелочные переводы и железнодорожные переезды. Пассажирские платформы низкие, одна — высокая. Имеется вокзал вместимостью не более 400 человек, последнее здание открыто 24 августа 2009. Купянск-Узловой служит местом базирования поездов специального назначения, на станции расположены поддерживающие её работу объекты железнодорожной инфраструктуры.
Действует с 1895 года. Место восстаний в 1905-1907 годах, под оккупацией белогвардейцев (1919), войск нацистской Германии (1942—1943). В 1967 году электрифицирована.

## Описание
Станция Купянск-Узловой расположена в одноимённом посёлке городского типа Купянской городской общины Купянского района Харьковской области Украины, недалеко (от 1 до 3 км) от ближайших узловых станций, на участках 134 км — Купянск-Сортировочный (через ст. Купянск-Узловой), Купянск-Узловой — Куриловка, Ковшаровка — Купянск-Узловой. Купянск-Узловой служит местом схода пяти железнодорожных направлений — на населённые пункты трёх областей Украины и Белгородской области России Харьков, Валуйки, Белгород, Попасную и Святогорск. Является крупным железнодорожным узлом. По объёму выполняемой работы отнесена к 2 классу.
Есть два одноколейных перегона в нечётном направлении до Куриловки и Ковшаровки, предназначенные как для грузовых, так и для пассажирских поездов. Также существуют два перегона в чётном направлении: одноколейный до 134 км и трёхколейный до Купянска-Сортировочного, у второго перегона первые две колеи предназначены для чётных и нечётных поездов, третья как для одних, так и для других. Примыкает один подъездной путь, предназначенный для обслуживания силикатного завода. Некоторые из путей станции предоставлены Купянскому локомотивному депо ТЧ-15, Купянск-Узловой дистанции пути, колейной машинной станции и дистанции электроснабжения. Работают Лисичанский и Балашовский парки путей. Путь №15 Балашовского парка предназначен для поездов с опасными грузами и цистерн со сжиженным газом. Имеется также одна вытяжная колея № 16. К некоторым из путей проведено освещение. Практически все стрелочные переводы станции являются централизованными. Два регулируемых железнодорожных переезда без шлагбаумов, один технологический проезд.
Вокзал станции расположен с южной стороны путей по адресу: улица Печерицы, 2А. Общая площадь помещений построек в сумме составляет 5371 кв. м, вокзал способен принять до 400 пассажиров за раз. В здании расположены зал ожидания на 100 человек, зал ожидания с более высоким уровнем комфорта на 40 человек, 12 комнат отдыха, способные вместить до 35 человек. Служит местом размещения таможенников и пограничников, осуществляющих санитарно-карантинный контроль лиц, работников станции и собственно вокзала, связистов. Первое здание вокзала было построено в 1908 году, в 1964 появился зал с кассами. Для пассажиров установлен пешеходный мост длиной 145 м. Все платформы (за исключением одной) низкие, в длину не менее 300 и не более 517 м. Место для заправки водой пассажирских вагонов.
Помимо вокзала, на станции имеются пост электрической централизации, базируются восстановительный и пожарный поезда, функционируют летучки связи и контактной сети, медпункт, пункты таможенного и санитарно-карантинного контроля.

## История
Станция открыта в 1895 году одновременно со сдачей в эксплуатацию Харьковско-Балашовской железной дороги. Место для постройки было выбрано на месте прекратившего существование населённого пункта Локтионовка со статусом хутора. На станции были построены депо, способное вместить до 12 паровозов, 14 путей суммарной длиной в 11 верст. Между городом и станцией имелся населённый пункт Гнидовка, жителями которого среди прочих были железнодорожники. В том же году создана Купянск-Узловая дистанция пути Юго-Восточной железной дороги.
В 1901 году введён в эксплуатацию участок железной дороги от Купянска до Белгорода, построена платформа Волчанская, проведены два тупика. Тогда же начал функционировать участок до станции Купянск-Передаточная. На 1901 год Купянск-Узловой — транзитный пункт, узловая станция, место операций с грузами. Имелись отделение почты, буфет и телеграфная линия.
К 1905 году на железнодорожном узле работало больше 600 железнодорожников. В ходе революции 1905-1907 годов в Российской империи 10 октября началась забастовка на станции, получившая поддержку местных жителей. Был избран руководивший стачкой орган — комитет. Комитет занимался агитацией среди военных, участников войны с Японией, и рабочих. Бунтовщики отказались пропустить до Севастополя (где восстали матросы) правительственное войско. С 8 декабря комитету стали подконтрольны подвижной состав и телеграфная линия. Неудачную попытку ареста комитетских руководителей предпринял становой пристав, сам попавший в плен к мятежникам. Подавить восстание удалось только через 7 дней харьковским пехоте и казацким частям. Все состоявшие в статечном комитете люди были задержаны и судимы.
Во время гражданской войны железнодорожники поддерживали большевиков, на участке до Дебальцево принимал участие в боевых действиях бронепоезд «Власть Советам». В 1919 году белогвардейцам удалось захватить железнодорожный узел, но они не продержались там и года и в том же 1919 были выбиты Красной Армией. После окончания этой войны началось развитие станции и прокладка новых путей.
После нападения Третьего Рейха на СССР станция вместе с посёлком, в котором находилась, оказалась на фронте боевых действий. Подвергалась налётам и бомбардировкам со стороны немецких войск. Вместе с районом захвачена в июле 1942 года солдатами 6-й танковой армии. Освобождена советскими войсками в 1943 году 2 февраля.
В 1946 году стала центром Купянского отделения, тогда входившего в состав Северо-Донецкой железной дороги. В феврале 1949, по версии Министерства путей сообщения, депо станции заняло первое место по сети. Через три года после этого было построено другое, более новое депо на станции Купянск-Сортировочный, депо же станции Купянск-Узловой ещё через три года ликвидировано. Позже закрылся и склад для топлива, назначение станции — пассажирская (грузовые работы фактически перестали выполняться). В 1956 году вошла в состав Южной железной дороги.
В 1967 году станция электрифицирована переменным током (~25 кВ) в составе участка Купянск — Валуйки. Через год, 1 января 1968 года регулярно стали проходить электровозы по тому же участку. Введена автоматическая блокировка на участке до Заосколья. В 1998 начал эксплуатироваться программно-технический комплекс.
В 2009 году 24 августа, в государственный праздник, День независимости Украины, состоялось торжественное открытие нового вокзального комплекса. 20 августа 2011 был запущен рельсовый автобус до Великого Бурлука и Волчанска.
Посёлок Купянск-Узловой и станция оказались затронуты в ходе боевых действий на территории Украины. Почти с самого начала территория оккупирована Вооружёнными силами РФ, через узловую станцию шло снабжение российских войск. 26 сентября украинской армии удалось через станцию войти в населённый пункт. Через день появились сообщения об освобождении Купянска-Узлового ВСУ и установлении над пгт окончательного контроля. В ночь с 3 на 4 декабря 2022 года станция Купянск-Узловой подверглась ракетному удару. В результате обстрела была повреждена железнодорожная инфраструктура.

## Коммерческие операции

### Грузовое сообщение
Станция принимает и выдаёт все типы грузов как мелкими, так и повагонными отправками, грузобагаж различных предприятий и учреждений, производит с ними таможенные операции.

### Пассажирское сообщение

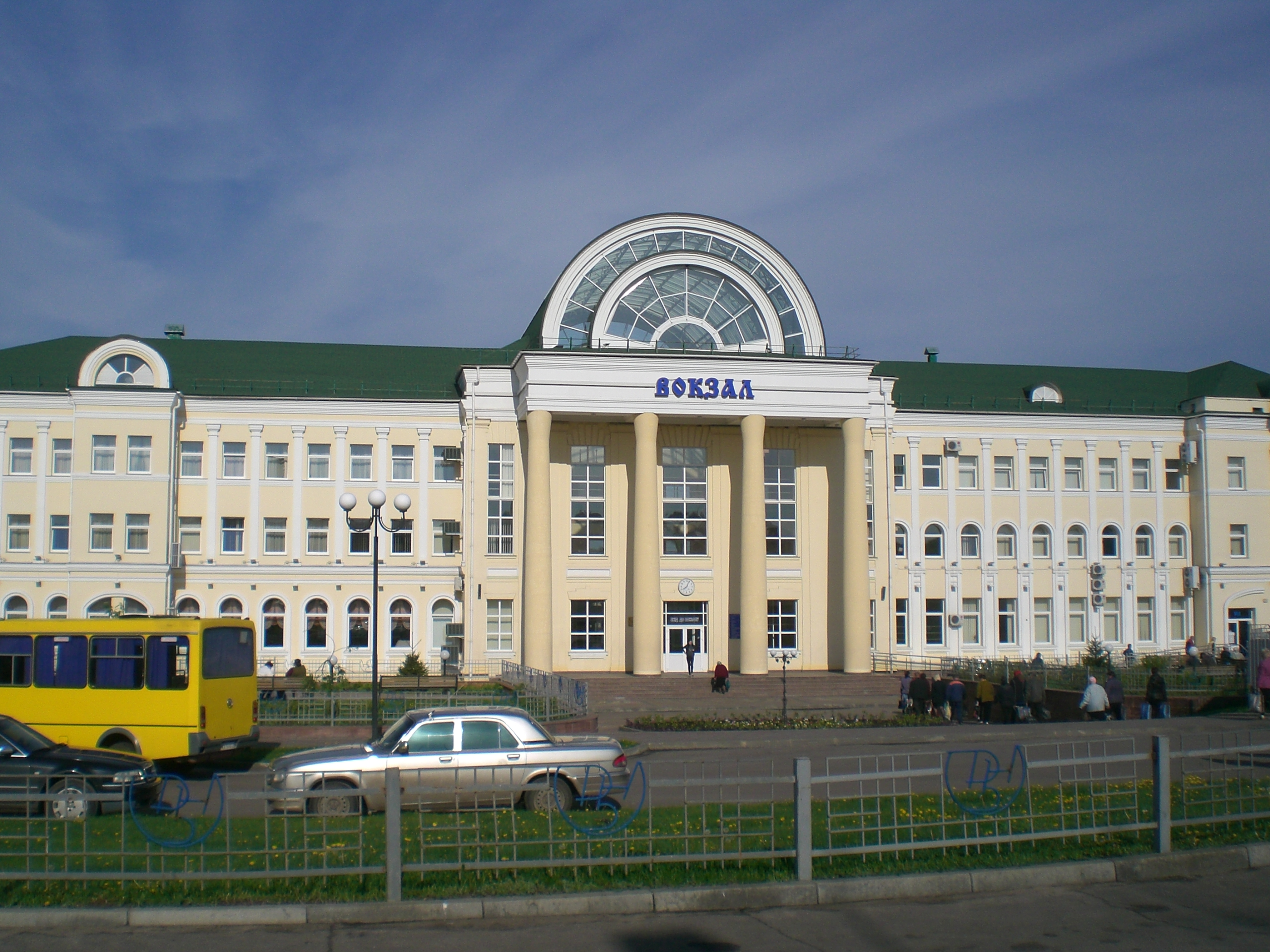
Главное здание вокзала

По состоянию на 1941 год непродолжительное время курсировал пассажирский поезд № 54/53 Харьков — Купянск, проходивший также через Белгород. Он состоял из 11 вагонов, в том числе 8 пассажирских по 70 мест каждый (всего рассчитан на 560 мест), были также изотермический вагон и почтово-багажный вагон.
В декабре 2015 года был отменён единственный пригородный пассажирский поезд, курсировавший от Белгорода до Купянска. Причиной отмены назывался низкий поток пассажиров.
По состояниию на начало февраля 2022 года по станции проходили поезда дальнего следования 370/369 Харьков-Пассажирский — Баку и Киев — Баку.
Станция принимает пригородные поезда, идущие от Купянска и некоторых других городов до Гракова, Моначиновки, Волчанска, Святогорска, Сватова, Киева, Ужгорода, Лисичанска, Попасной, Хмельницкого, Жмеринки. Время остановки от трёх до сорока двух минут. Проводятся операции с багажом.